# برج تلویزیونی رامسواران
برج تلویزیونی رامسواران برجی است که در شهر رامسواران، کشور هندوستان قرار دارد. این برج ۳۲۳ متر ارتفاع دارد.